# Styczeń 2007

## 1 stycznia2007
- W Indonezji zaginął samolot ze 102 osobami na pokładzie, który leciał z Surabaja do Manado[1].
- Wojna w Somalii: Wojska somalijskie i etiopskie zdobyły Dżilib, strategiczną miejscowość na drodze do Kismaju, ostatniego bastionu islamistów[2].
- Bułgaria i Rumunia stały się członkami Unii Europejskiej[3]. ( Wikinews)
- Słowenia, jako trzynasty kraj Unii Europejskiej, weszła do strefy euro. ( Wikinews)

## 2 stycznia2007
- Kościelna Komisja Historyczna rozpoczęła prace w archiwum IPN[4].

## 3 stycznia2007
- Sławomir Skrzypek został wytypowany przez prezydenta Lecha Kaczyńskiego na kandydata do objęcia stanowiska prezesa Narodowego Banku Polskiego.[5]

## 4 stycznia2007
- Kościelna Komisja Historyczna sporządziła sprawozdanie z lektury 68 stron znajdujących się w archiwach IPN a dotyczących abp. Wielgusa i przekazała swoje wnioski samemu zainteresowanemu[6].
- Zbigniew Ziobro został człowiekiem roku tygodnika „Wprost”[7].
- Nancy Pelosi została oficjalnie wybrana Przewodniczącą Izby Reprezentantów USA, będąc pierwszą kobietą na tym stanowisku.

## 5 stycznia2007
- Abp Stanisław Wielgus przejął kanonicznie urząd nad archidiecezją warszawską[8].
- Abp Wielgus w wydanym oświadczeniu przyznał się do błędu i wyraził skruchę zarówno z powodu uwikłania w kontakty z aparatem bezpieczeństwa, jak i zaprzeczeń w mediach oraz zadeklarował, że podda się każdej decyzji papieża[9].

## 6 stycznia2007
- W plebiscycie na sportowca roku 2006 zwyciężyła trzeci raz z rzędu Otylia Jędrzejczak, drugi był Robert Kubica, a trzeci Sebastian Świderski. ( Wikinews)

## 7 stycznia2007
- Ingres abp. Stanisława Wielgusa, na którym miał liturgicznie rozpocząć pracę w archidiecezji warszawskiej nie doszedł do skutku, ze względu na jego rezygnację z urzędu metropolity warszawskiego. Dymisja została przyjęta przez papieża Benedykta XVI. Po rezygnacji abp. Wielgusa homilię broniącą arcybiskupa wygłosił prymas Polski kardynał Józef Glemp, który przejął administrację archidiecezją do czasu powołania nowego arcybiskupa. ( Wikinews, Onet.pl)
- Rosja wstrzymała w nocy dostawy ropy rurociągiem „Przyjaźń” na Białoruś i dalej do Polski i Niemiec. Posunięcie Rosjan była odpowiedzią na nowonałożone przez Białorusinów i pobierane w naturze cło na płynącą tranzytem ropę, które to z kolei było reakcję na nowe cło nałożone przez Rosjan. (Gazeta.pl)
- W Seattle zaprezentowano stworzoną przez międzynarodowy zespół astronomów, dzięki teleskopowi Hubble’a, pierwszą trójwymiarową mapę rozkładu ciemnej materii we wszechświecie[10][11].

## 8 stycznia2007
- Premier Kazachstanu Danijal Achmetow podał się do dymisji[12].
- Na kongresie Amerykańskiego Towarzystwa Astronomicznego w Seattle ogłoszono odkrycie pierwszego przypadku potrójnego kwazara przez grupę z hawajskiego WM Keck Observatory. (BBC)

## 10 stycznia2007
- Sławomir Skrzypek został wybrany przez Sejm na urząd Prezesa Narodowego Banku Polskiego[13]. Za kandydaturą głosowały PiS, Samoobrona i Liga Polskich Rodzin, przeciw – opozycja[14].
- W Parlamencie Europejskim powstała nowa skrajnie prawicowa frakcja Tożsamość, Tradycja i Suwerenność. (EUobserver.com)

## 11 stycznia2007
- Senat RP przyjął ustawę budżetową na 2007 rok, z poprawkami – m.in. zażądanymi przez Romana Giertycha 500 mln złotych na podwyżki dla nauczycieli oraz zwiększonymi nakładami na Instytut Pamięci Narodowej i uczelnie wyższe. Poprawki PO domagającej się cięć w wydatkach administracji publicznej zostały odrzucone. (Gazeta.pl)
- Ukraiński parlament odebrał prezydentowi Juszczence jego główne prerogatywy – prawo decydowania o obsadzie stanowisk premiera, ministra spraw zagranicznych oraz obrony. Ustawa osłabiająca pozycję prezydenta przeszła dopiero za siódmym razem – sześć razy skutecznie zawetował ją sam Juszczenko. Ostatecznie większość konieczną do odrzucenia weta dało inicjatywie Partii Regionów Janukowycza, socjalistów i komunistów poparcie Bloku Julii Tymoszenko. Prezydent Juszczenko przypuszczalnie będzie walczył dalej i zaskarży ustawę przed sądem konstytucyjnym. (Gazeta.pl)
- Na świecie odbył się protesty związane z piątą rocznicą pierwszych transferów więźniów do Guantanamo. (Gazeta.pl, BBC)

## 12 stycznia2007
- ChRL i Rosja zawetowały przygotowaną przez USA rezolucję Rady Bezpieczeństwa ONZ wzywającą rządzącą w Birmie juntę wojskową do uwolnienia więźniów politycznych, przyspieszenia procesu demokratyzacji kraju oraz przerwania dyskryminacji mniejszości etnicznych[15].
- Ambasada amerykańska w Atenach została trafiona w nocy pociskiem rakietowym. Nikt nie ucierpiał. Do zamachu miała przyznać się grecka lewacka organizacja terrorystyczna Walka Rewolucyjna.[16]

## 14 stycznia2007
- Po raz piętnasty odbył się Finał Wielkiej Orkiestry Świątecznej Pomocy. Zbierano pieniądze głównie na pomoc dzieciom poszkodowanym w wypadkach i naukę pierwszej pomocy. W roku 2007 akcję orkiestry organizowano pod hasłem „Ale kosmos”. Zebrano ponad 23 miliony złotych.[17] ( Wikinews)

## 15 stycznia2007
- W godzinach porannych w Iraku powieszono dwóch współpracowników Saddama Husajna: Barzana Ibrahima at-Tikriti i Awada Hamida al-Bandar skazanych za udział w masakrze 148 irackich szyitów z miejscowości Dudżail. (Onet.pl)
- Po raz 65. przyznano Złote Globy. Za najlepszy film fabularny – dramat uznano Babel w reżyserii Alejandro Inárritu, a najlepszą komedię lub musical – Dreamgirls Billa Condona[18].

## 16 stycznia2007
- Trybunał Konstytucyjny zakwestionował konstytucyjność „amnestii maturalnej” ministra edukacji Romana Giertycha. Rozporządzenie, na mocy którego przyznawana była matura uczniom, którzy nie zdali jednego z egzaminów, a mieli odpowiedni odsetek poprawnych odpowiedzi, została zaskarżona przez Rzecznika Praw Obywatelskich. TK zdecydował się jednak zachować ważność ok. 53 tys. świadectw maturalnych przyznanych w takich okolicznościach w 2005 i 2006 roku, a na zmianę przepisów dał 12 miesięcy (będzie więc obowiązywać także przy egzaminach w 2007 roku). (Gazeta.pl)
- Zgodnie z umową między chadekami z PPE-ED a socjaldemokratami z PSE na stanowisku przewodniczącego Parlamentu Europejskiego socjalistę Josepa Borrella zastąpił 61-letni chadek Hans-Gert Pöttering[19]. Polscy europosłowie Adam Bielan (PiS) i Marek Siwiec (SLD) zostali obrani wiceprzewodniczącymi Parlamentu Europejskiego na miejsce Jacka Saryusza-Wolskiego (PO) i Janusza Onyszkiewicza (PD)[20].

## 17 stycznia2007
- Dziennik „Rzeczpospolita” oskarżył Bogusława Wołoszańskiego o współpracę z wywiadem Służby Bezpieczeństwa w latach 1985–1988[21]. ( Wikinews)

## 18 stycznia2007
- Nowym prezesem PKN Orlen został Piotr Kownacki, zastąpił Igora Chałupca.
- Nad Europą przemieszczał się huragan Kyrill (Cyryl). W całej zachodniej Europie ogłoszono stan pogotowia. (Wp.pl)

## 19 stycznia2007
- Minister sportu Tomasz Lipiec zawiesił władze PZPN i wyznaczył kuratora związku – Andrzeja Ruskę, prezesa spółki Ekstraklasa SA.
- Oddano do użytku nowy most na przejściu granicznym Chałupki-Bogumin w ciągu DK78. Tym samym zniesiono dotychczasowe ograniczenia tonażowe.

## 20 stycznia2007
- Hillary Clinton ogłosiła swój start w amerykańskich wyborach prezydenckich w 2008 roku i rozpoczęcie prac nad formalnym zgłoszeniem kandydatury[22].

## 21 stycznia2007
- Minister obrony narodowej Radosław Sikorski poinformował o formalnej propozycji amerykańskiego rządu budowy w ramach tzw. tarczy antyrakietowej amerykańskiej bazy z pociskami antyrakietowymi w Polsce.
- Wybory parlamentarne w Serbii wygrała nacjonalistyczna Serbska Partia Radykalna (28,59% poparcia, 81 miejsc w parlamencie) przed Partią Demokratyczną (22,71% głosów, 64 miejsca). (Gazeta.pl)
- Nową Miss Polski została kandydatka z numerem 12 Aleksandra Ogłaza z Bychawy, Miss Foto otrzymała Aleksandra Kątek z Żar (6), a miss Telewidzów kandydatka z numerem siódmym – Ewelina Kołomańska z miejscowości Skarżysko Kamienna. Ceremonię prowadzili Krzysztof Ibisz i była Miss Świata Aneta Kręglicka na antenie telewizji Polsat.

## 22 stycznia2007
- W dwóch eksplozjach samochodów-pułapek w centrum Bagdadu zginęło co najmniej 88 osób i ponad 160 zostało rannych[23].

## 23 stycznia2007
- W wieku 74 lat zmarł Ryszard Kapuściński, wybitny polski reportażysta, publicysta, poeta i fotograf[24].

## 24 stycznia2007
- Jak poinformowała „Rzeczpospolita”, Ministerstwo Skarbu Państwa prowadzi rozmowy na temat odkupienia akcji PLL LOT od syndyka masy upadłościowej Swissairu[25].
- W wieku 90 lat zmarła Krystyna Feldman, polska aktorka teatralna i filmowa[26].

## 28 stycznia2007
- Jan Maria Rokita przedstawił na konferencji prasowej program „gabinetu cieni”, jednak bez konsultacji z pozostałymi jego członkami ani z władzami partii[27].

## 29 stycznia2007
- Firma Adobe Systems otworzyła specyfikację formatu PDF i przekazała ją organizacji AIIM celem uznania formatu PDF za standard ISO[28].

## 30 stycznia2007
- Do sprzedaży klientom indywidualnym trafiła nowa wersja systemu operacyjnego Microsoftu – Windows Vista. W Polsce Vista będzie preinstalowana dopiero od lutego, a nawet od początku marca. Przewiduje się, że przejście na nowy system nastąpi głównie wraz z wymianą sprzętu – instalacja Visty na starszych komputerach nie będzie częsta z uwagi na jej wysokie wymagania sprzętowe. (Gazeta.pl)
- Co najmniej 40 szyickich pielgrzymów zginęło w Iraku w zamachach w święto Aszury. Do ataków bombowych doszło w Bagdadzie oraz dwóch miastach przy granicy z Iranem.[29]
- Włoski Unicredit, właściciel 94,98% udziałów w BA CA, zadecydował o skupie akcji i wycofaniu tego banku z warszawskiej i wiedeńskiej giełdy.

## 31 stycznia2007
- Na warszawskim Cmentarzu Wojskowym na Powązkach odbył się pogrzeb reportażysty i pisarza Ryszarda Kapuścińskiego. Przed złożeniem trumny do grobu Kompania Reprezentacyjna Wojska Polskiego oddała salwy honorowe. Wcześniej w bazylice Świętego Krzyża w Warszawie odbyła się msza żałobna w intencji zmarłego.
- Za zamkniętymi drzwiami Sąd Najwyższy rozpatrzył kasację obrońców Józefa Oleksego od wyroków Sądu Lustracyjnego uznających byłego lidera SLD za „kłamcę lustracyjnego” i orzekł o umorzeniu sprawy. Po wyroku Józef Oleksy stwierdził, iż „powróciła mu wiara w rządy prawa w Polsce”.